# Armand G. Sansoucy
Armand G. Sansoucy (* 7. Januar 1910 in Auburn, Maine; † 28. August 1983 in Lewiston, Maine) war ein US-amerikanischer Politiker, der von 1949 bis 1950 Bürgermeister von Lewiston und von 1965 bis 1969 Maine State Auditor war.

## Leben
Armand G. Sansoucy wurde als Sohn von Napoleon Joseph und Lauza Baron Sansoucy in Auburn geboren. Er besuchte die Jordan High School und die Bentley School of Accounting. Ab 1937 war er für einige Jahre bei einer Finanzgesellschaft beschäftigt.
Als Mitglied der Demokratischen Partei war er ab 1945 Alderman von Lewiston und im Jahr 1949 wurde er zum Bürgermeister von Lewiston gewählt. Dieses Amt übte er bis 1950 aus. Von 1953 bis 1964 war er als Auditor von Lewiston tätig und von 1965 bis 1969 Maine State Auditor. Danach war er von 1969 bis zum Eintritt in die Rente im Jahr 1974 als Betriebswirt Auditor der Maine Liquor Commission. Sansoucy war Mitglied des Musical Literary Clubs, der Fraumaurerbruderschaft der Elks Lodge.
Armand G. Sansoucy heiratete im Jahr 1934 Venise Leblanc. Sie hatten eine Tochter. Er starb am 28. August 1983, sein Grab befindet sich auf dem Saint Peters Cemetery in Lewiston.